# Poietik
Der Begriff Poietik (griechisch ποιητική poietike, zu poiein ‚machen‘) bezeichnet im ursprünglichen Sinn eine Wissenschaft oder Lehre des Schaffens und Gestaltens oder eine bestimmte Kunstlehre.

## Geschichte
Wissenschaftstheoretisch geht das Konzept auf Aristoteles zurück, in seiner Metaphysik spricht er von „[…] πᾶσα διάνοια ἢ πρακτικὴ ἢ ποιητικὴ ἢ θεωρητική […]“ (1. Hauptstück, III. Einteilung und Objekt der Wissenschaft, deutsch: „alle denkende Reflexion betrifft entweder das handelnde Leben oder die hervorbringende Tätigkeit oder bewegt sich in reiner Theorie“), weshalb man von poietische Wissenschaften, produzierende Wissenschaften (im Sinne reiner wissenschaftlicher Anwendung), angewandte Wissenschaften (praxisorientiert) und theoretische Wissenschaften spricht.
Häufig spricht man heute von der Poietik eines bestimmten Künstlers, einer bestimmten Kunstrichtung oder Schule, also der Formgebung im Sinne seiner künstlerischen Arbeit und „Handschrift“. Der Begriff „Poiesis“ wird auch in der Literaturwissenschaft verwendet und ist mit dem Konzept der Hermeneutik, der Textinterpretation, eng verbunden.